# Concorès
Concorès település Franciaországban, Lot megyében. Lakosainak száma 303 fő (2022. január 1.). Concorès Dégagnac, Gourdon, Peyrilles, Saint-Chamarand, Saint-Clair és Saint-Germain-du-Bel-Air községekkel határos.

## Népesség
A település népességének változása:
| Lakosok száma | 363  | 327  | 287  | 312  | 306  | 321  | 313  | 305  | 303  | 303  |
|               | 1968 | 1982 | 1990 | 2006 | 2013 | 2015 | 2017 | 2019 | 2020 | 2022 |